# Acrolophus pachynta
Acrolophus pachynta är en fjärilsart som beskrevs av Edward Meyrick 1913. Acrolophus pachynta ingår i släktet Acrolophus och familjen Acrolophidae. Inga underarter finns listade i Catalogue of Life.